# MONEP
 (novembre 2024).
Si vous disposez d'ouvrages ou d'articles de référence ou si vous connaissez des sites web de qualité traitant du thème abordé ici, merci de compléter l'article en donnant les références utiles à sa vérifiabilité et en les liant à la section « Notes et références ».
Le Marché des Options Négociables de Paris (MONEP), lancé en 1987, est une innovation financière, conséquence du passage d'une économie d'endettement à une économie de marché dans les années 1980.